# Paramo des Andes septentrionales (Global 200)
Le paramo des Andes septentrionales est une région écologique identifiée par le Fonds mondial pour la nature (WWF) comme faisant partie de la liste « Global 200 », c'est-à-dire considérée comme exceptionnelle au niveau biologique et prioritaire en matière de conservation. Elle regroupe plusieurs écorégions terrestres au Nord de la cordillère des Andes :
- le paramo des Andes septentrionales
- le paramo de la cordillère centrale
- le paramo de Santa Marta
- le paramo de la cordillère de Merida